# Tsunami Bomb
Tsunami Bomb es una banda estadounidense de punk rock de Petaluma, California . Fueron formados en 1998 por el bajista Dominic Davi, con el tecladista/vocalista Oobliette Sparks y más tarde se les unió el baterista Gabe Lindeman. Con la vocalista Emily Whitehurst, también conocida como "Agent M", se convertirían en un elemento básico del Warped Tour y realizaron numerosas giras por los Estados Unidos, Europa y Japón, pasando por una serie de cambios en la formación hasta que se disolvieron en 2005 después de lanzar dos álbumes de larga duración y un número de EP. En 2015, la banda se reformó con la nueva vocalista Kate Jacobi y luego con el guitarrista Andy Pohl y se ha mantenido activa desde entonces, realizando giras y apareciendo en una variedad de festivales.

## Historia

### Formación y primeros años (1998-2001)
La banda fue iniciada por el bajista Dominic Davi, quien reclutó a Oobliette Sparks en el teclado, quien también contribuiría con la voz, y a Kristin McRory como la vocalista principal original de Tsunami Bomb después de que dejaron la banda, Headboard, en febrero de 1998. Davi conoció a McRory a fines de 1997, cuando se unió a Headboard en la voz y conocía a Sparks de pasar el rato juntos en The Phoenix Theatre en Petaluma. Sparks había dejado recientemente la banda local de Petaluma, Spacebaby, en la que había estado con el baterista Gabe Lindeman. Pidiendo favores y utilizando músicos de reemplazo para completar la formación, Tsunami Bomb realizó su primer espectáculo el 26 de junio de 1998, en el Fatty Mocha en Merced, CA con la banda Luckie Strike, tocando juntos en el Teatro Phoenix al día siguiente. . Gabriel Lindeman tocó la batería en los primeros shows de la banda, pero no se unió a la banda a tiempo completo hasta 1999. Kristin McRory dejó Tsunami Bomb a fines de 1998 y Davi reclutó a Emily Whitehurst poco después (el hermano de Emily, Logan Whitehurst, era el compañero de cuarto de Davi en ese momento). Para agregar mística y darle una presencia más icónica, Davi creó el apodo de "Agente M" para que lo usara en la banda. Whitehurst fue acreditado como el Agente M casi exclusivamente hasta la disolución de la banda.
Tsunami Bomb mantuvo un programa de gira agotador durante la mayor parte de su existencia. En 1999 lanzaron dos sencillos de edición limitada de 7 ": B-Movie Queens fue una división con Emily Whitehurst y la ex banda de Brian Plink, Plinky; Mayhem On The High Seas fue lanzado en Checkmate Records, que era propiedad de Hunter Burgan, bajista de AFI . En 2000 firmaron con Tomato Head Records y lanzaron su primer CD EP The Invasion from Within! y el guitarrista Brian Plink dejaría el grupo y su último espectáculo sería el espectáculo de lanzamiento del álbum en el Teatro Phoenix. La tecladista Oobliette Sparks dejaría el grupo al año siguiente en 2001, y al no poder reemplazarla, la banda continuaría sin teclados.

### El último escape(2002-2003)
En 2002 firmaron con Kung Fu Records y lanzaron su primer álbum de larga duración The Ultimate Escape . Tsunami Bomb aparecería en el Warped Tour varias veces entre 2001 y 2005. También han realizado giras por Europa y Japón . Originalmente fue reservado por Dan García en Royal Flush Booking, Tsunami Bomb tuvo varias giras, incluido el apoyo principal para los Vandals.¡La canción principal de su primer lanzamiento en CD, The Invasion from Within!, se utilizó en la traducción de Atlus USA del RPG de estrategia de Nippon Ichi Software Disgaea: Hour of Darkness . Atlus también usó la canción Russian Roulette del primer álbum de larga duración de la banda, The Ultimate Escape, en su colaboración con los estudios de animación Spumco, un juego de patineta de dibujos animados llamado Go! ¡Ir! Hipergrind .
En 2003, una decisión llevó a Dominic Davi de Tsunami Bomb a ser expulsado del grupo. Los miembros restantes de la banda citaron "conflictos creativos y de personalidad". Continuaría formando el grupo musical Love Equals Death en Fat Wreck Chords . Fue reemplazado por Matt McKenzie. La controversia rodeó la separación con el miembro fundador Davi, citado durante mucho tiempo como uno de los principales compositores de la banda. También en 2003, se lanzó el álbum The Rocky Horror Punk Rock Show y contó con la versión de la banda de la popular canción de Rocky Horror Picture Show "Planet, Schmanet, Janet" que se había grabado años antes. Más tarde ese mismo año, después de una separación con Royal Flush Booking, la banda firmó con la Agencia William Morris con Ron Opeleski. Luego, la banda lanzó una gira completa por los Estados Unidos que agotó las entradas en lugares como el Metro de Chicago, dos noches en Slim's en San Francisco y tres noches en el Troubadour en Los Ángeles. También tocaron como teloneros principales de Bouncing Souls en una gira mundial.

### El Acto Definitivoy la ruptura (2004-2005)
En 2004, Tsunami Bomb lanzó el álbum The Definitive Act y un DVD de concierto en vivo titulado Live at the Glasshouse de la serie de DVD de música en vivo The Show Must Go Off! en 2005. Ambos fueron lanzados en Kung Fu Records . A fines de 2005, después de años de giras y numerosos cambios en la formación, Tsunami Bomb se separó oficialmente, citando sus problemas con el "fin comercial de la industria de la música".El 17 de enero de 2009, Tsunami Bomb realizó un espectáculo de reunión en su ciudad natal de Petaluma en el Phoenix Theatre como beneficio para su amiga Liz Beidelman, la baterista de la banda Luckie Strike que luchaba contra el cáncer cerebral.

### Reunión (2015-2017)
En 2015, los miembros originales Oobliette, Davi, Brian Plink y Gabriel Lindeman reunieron a Tsunami Bomb junto con Kate Jacobi, quien reemplazaría a Emily Whitehurst en la voz. Whitehurst se negó a volver a unirse a Tsunami Bomb y decidió centrarse en su propio proyecto, Survival Guide. La banda realizó su primer show bajo su formación recién formada el 19 de diciembre de 2015. Lanzaron su LP de colección de rarezas llamado Trust No One el 29 de enero de 2016.
Ese verano siguiente, Brian Plink se alejaría de la banda citando "problemas de salud" y Chris LaForge, guitarrista de 30 Foot Fall que estaba promocionando algunas de las presentaciones de la banda en Texas, intervino para reemplazar la guitarra en el último minuto. LaForge continuaría tocando la guitarra el resto de ese año y actuó con la banda en varias giras y festivales, incluidas las fechas del noroeste del Vans Warped Tour el 12 y 13 de agosto de 2016, hasta que la banda encontró un guitarrista más permanente. a finales de 2016. Chris LaForge falleció inesperadamente el 29 de mayo de 2017, y la banda quedó profundamente afectada por su pérdida, y los miembros publicaron tributos a su memoria en su sitio web y páginas de redes sociales.
El 13 de julio de 2017, la banda inició un breve viaje por el noreste de EE. UU. con tres espectáculos en Filadelfia, Pensilvania; rama larga, Nueva Jersey; y Brooklyn, Nueva York. En Kung Fu Necktie, en Filadelfia, la banda debutó con el nuevo guitarrista Andy Pohl, así como dos canciones nunca antes escuchadas, "Tidal Wave Explosive Device" y "Lullaby for the End of the World", que estaban destinadas a un nuevo álbum. El 15 de noviembre de 2017, Rolling Stone nombró a "The Ultimate Escape" en el puesto 31 de sus 50 mejores álbumes pop-punk de todos los tiempos.

### La columna vertebral que une(2018-2021)
Tsunami Bomb lanzó dos pistas nuevas para los miembros de su equipo callejero, Tsunami Bomb Squad, el 7 de septiembre de 2018. Las dos pistas "Lullaby For The End Of The World" y "Naysayers" se lanzaron al público como sencillo digital el 5 de octubre de 2018 y fueron muestras de su próximo álbum. El 12 de marzo de 2019, se anunció que el nuevo álbum completo se lanzaría en Alternative Tentacles Records después de que Jello Biafra insistiera en que le enviaran las demostraciones y, a pesar de que la banda creía que no le gustaría su música, lo hizo y obtuvo la licencia del disco de inmediato. .
Tsunami Bomb continuaría encabezando conciertos en los Estados Unidos reconstruyendo sus seguidores, realizando series cortas de espectáculos en lugar del agotador programa de giras por el que alguna vez fueron conocidos. Kung Fu Records y Cleopatra Records se asociarían para reeditar toda la discografía anterior en vinilo. El 24 de agosto de 2018, The Ultimate Escape se lanzó en vinilo rojo limitado, y The Definitive Act se lanzó en vinilo blanco limitado el 12 de marzo de 2019. Las reediciones se agotaron rápidamente ya que The Definitive Act nunca antes se había lanzado en vinilo y The Ultimate Escape solo tenía un vinilo de disco de imagen limitado en el momento del lanzamiento original. Ambos álbumes se han mantenido en circulación con represión continua desde entonces.La banda regresó al Vans Warped Tour por última vez el 21 de julio de 2019, para celebrar la celebración del 25.° aniversario de Vans en Mountain View, CA, en el Shoreline Amphitheater . Los miembros de la banda declararon en el escenario cuánto había significado Warped Tour para ellos y lo que había hecho por la carrera de la banda.
El 18 de septiembre de 2019, Brooklyn Vegan transmitió la canción "The Hathors" del álbum The Spine That Binds, además de anunciar que encabezarían el día 1 del 'primer Tentacle Fest: Celebrating 40 Years Of Alternative Tentacles' de Alternative Tentacles Records. ' en Berkeley, CA el 22 de noviembre Tsunami Bomb lanzó una versión de "Dead Man's Party" de Oingo Boingo para la compilación temática de Halloween de Cleopatra Records Punk Rock Halloween 2: Louder, Faster, & Scarier el 11 de octubre de 2019.
El 16 de octubre de 2019 Kerrang! El sitio web de la revista transmitió la canción "Petaluma" de The Spine That Binds . Alternative Press presentó el primer video musical nuevo de la banda en años, "Naysayers" de "The Spine That Binds". El 1 de noviembre de 2019, Tsunami Bomb lanzó una versión en clave menor de "Santa Claus Is Coming To Town" para la compilación especial navideña Punk Rock Christmas 2 Cleopatra Records .
"The Spine That Binds" se lanzó el viernes 8 de noviembre de 2019 en Alternative Tentacles Records . ThePopBreak.com declaró: "The Spine That Binds es la continuación perfecta de The Definitive Act. Es un álbum que no suena como si hubieran pasado 15 años pero, paradójicamente, es un álbum que la banda no podría haber sacado hace 15 años". La banda pudo tocar en un puñado de espectáculos en apoyo del álbum, como The Fest 18 y Alternative Tentacles Records Tentacle Fest, así como una gira por el suroeste con Death By Stereo en enero de 2020, antes de que finalizara toda la gira. cancelado debido al cierre de la pandemia.El 8 de noviembre de 2020, Cleopatra Records lanzó un sencillo digital de dos canciones con una versión de la canción "Out Of Touch" de Hall & Oates para una próxima compilación de Yacht Rock . La segunda canción fue la versión de "Dead Man's Party" de Oingo Boingo que apareció originalmente en Punk Rock Halloween 2: Louder, Faster, & Scarier en 2019.
Alternative Tentacles Records anunció el 18 de septiembre de 2020 que Tsunami Bomb lanzaría una canción de 4 7 "llamada Still Standing . Con nuevas grabaciones de "Irish Boys", que anteriormente solo estaba disponible como una grabación de 4 pistas, y "El Diablo", con las partes de teclado originales de Oobliette Sparks con las que fue escrita en el lado A, con grabaciones piratas en vivo de "Take The Reins" y "Lemonade" de un espectáculo en Nueva York en 2019 en el lado B. The 7" fue originalmente un lanzamiento exclusivo en vinilo rosa y azul salpicado para el equipo callejero de la banda, "The Bomb Squad", que solo se podía comprar en una tienda protegida contraseña, pero después de que Jello Biafra escuchó las canciones, exigió que lanzaran una versión para Alternative Tentacles Records . La versión Alternative Tentacles de 7" se lanzó el 22 de enero de 2021.El 15 de junio de 2021, Kung Fu Records anunció el pedido anticipado de un nuevo 7 "que recopila las dos versiones de canciones que Tsunami Bomb hizo para Cleopatra Records, la versión de 2019 de" Dead Man's Party "y la versión de 2020 de" Out Of Touch ". La 2 canción de 7 "estaba disponible en vinilo morado y azul y presentaba una portada dibujada por el bajista Dominic Davi. El 7" se lanzará el 25 de junio de 2021.
El sitio web de noticias musicales Punknews.org transmitió la versión de Tsunami Bomb de la canción de Fugazi "Walken's Syndrome" el 6 de agosto de 2021. La canción fue el sencillo principal de la compilación, "Silence Is A Dangerous Sound", que fue lanzada por Ripcord Records, con sede en Escocia, en beneficio del Santuario Tribal de Animales de Escocia. El guitarrista Andy Pohl declaró: "Fugazi es una banda que no solo admiramos musicalmente, sino también como músicos profesionales y seres humanos. Elegimos "El síndrome de Walken" porque tiene mucha energía y un poco de ese ambiente oscuro que sentimos que compliment [sic] nuestro estilo y nos permitiría rendirles homenaje de la manera que tuviera más sentido. Nos lo pasamos muy bien trabajando en esta canción y estamos agradecidos por la oportunidad de contribuir a una gran causa".

### 2022-presente
El 7 de abril de 2022, el bajista Dominic Davi sufrió un derrame cerebral y tuvo que ser trasladado en avión a un hospital cercano en el Área de la Bahía de San Francisco. El 9 de abril de 2022, la banda emitió un comunicado en sus redes sociales y su sitio web confirmando que había sido dado de alta del hospital y se estaba recuperando. El 13 de abril, The Fest anunció que Tsunami Bomb se presentaría en la vigésima iteración de The Fest en Gainesville, Florida, del 28 al 30 de octubre de 2022. En el propio anuncio de la banda, indicaron que esperaban que Davi pudiera actuar y continuaba teniendo un progreso positivo, pero mantendrían a todos informados sobre su condición.

## Integrantes

### Integrantes actuales
- Kate Jacobi - voz (2015-presente)
- Gabriel Lindeman - batería (1999-2005, 2015-presente)
- Oobliette Sparks - teclados / co-voz (1998-2001, 2015-presente)
- Dominic Davi - bajo/coros (1998-2003, 2015-presente)
- Andy Pohl - guitarra / coros (2017-presente)

### Integrantes anteriores
- Kristin McRory - voz (1998)
- Tim Chaddick - guitarra / coros (1998)
- Rob Read - batería (1998-1999)
- Emily "Agente M" Whitehurst - voz (1998-2005)
- Brian Plink - guitarra / coros (1998–2001, 2015–2016)
- Mike Griffen - guitarra / coros (2001-2004)
- Matt McKenzie - bajo y coros (2003-2005)
- Jay Northington - guitarra (2004-2005)
- Chris Laforge - guitarra (2016-2017, murió en 2017)

### Integrantes en vivo
- Chris Reject - batería (2020, tocó un show en Las Vegas)
- Charlie Price - batería (2017, tocó un show en San Antonio)

## Discografía

### Álbumes
- El último escape (2002)
- El Acta Definitiva (2004)
- Trust No One (compilación de los primeros años, 2016)
- La columna vertebral que une (2019)

### EP
- Reinas de la película B (1999)
- Caos en alta mar (1999)
- ¡La invasión desde dentro! (2001)
- Prólogo (2004)
- Canción de cuna para el fin del mundo/Negativos - Digital (2018)
- Fuera de contacto/La fiesta del hombre muerto - Digital (2020)
- Aún en pie (2021)
- La fiesta del hombre muerto / Fuera de contacto (2021)

### Sencillos
- limonada (2000)
- Toma las riendas (2002)
- Amanecer en un día de funeral (2004)
- Canción de cuna para el fin del mundo (2018)
- Los Hathors (2019)
- Petaluma (2019)
- La fiesta del hombre muerto (2019)
- Santa Claus viene a la ciudad (2019)
- Fuera de contacto (2020)

### Vídeos
- Toma las riendas (2002)
- Vive en el invernadero (2005)
- Amanecer en un día de funeral (2004)
- Detractores (2019)
- Santa Claus viene a la ciudad (2019)

### Compilaciones
- Huelga de punk rock (1997)
- ¿Llamas a esto música? ! Volúmen 1 (2000)
- Recopilación de la gira Warped Tour 2001 (2001)
- El punk rock es tu amigo : Muestra de registros de Kung Fu (2002)
- Recopilación de la gira Warped Tour 2002 (2002)
- Recopilación de la gira Warped Tour 2003 (2003)
- El punk rock es tu amigo: Kung Fu Records Sampler No. 4 (2003)
- El espectáculo de Rocky Horror Punk Rock (2003)
- El punk rock es tu amigo: Kung Fu Records Sampler No. 5 (2004)
- La navaja - vol. 10 (2004)
- Recopilación de la gira Warped Tour 2005 (2005)
- El punk rock es tu amigo: Kung Fu Records Sampler No. 6 (2005)
- Punk Rock Halloween 2: Más fuerte, más rápido y más aterrador (2019)
- Navidad punk rock 2 (2019)
- El silencio es un sonido peligroso (2021)